# Numenius tenuirostris
El zarapito fino (Numenius tenuirostris) es una especie de ave Charadriiforme de la familia Scolopacidae. La Lista Roja de la UICN la considera en peligro crítico de extinción, habiendo estimado en 2018 que, de existir aun la especie, su población sería menor a 50 individuos. Un estudio del 2024 estimó que la especie ya se encontraría globalmente extinta.
Apenas si se conocen sus territorios de cría en Siberia. En sus zonas de invernada, donde era más frecuente su avistamiento, su número se ha visto reducido con los años. Un sitio regular de invernada era, hasta finales del siglo XX, la Merja Zerga, pero existen registros de invernada en varias localidades de la costa mediterránea.

## Descripción

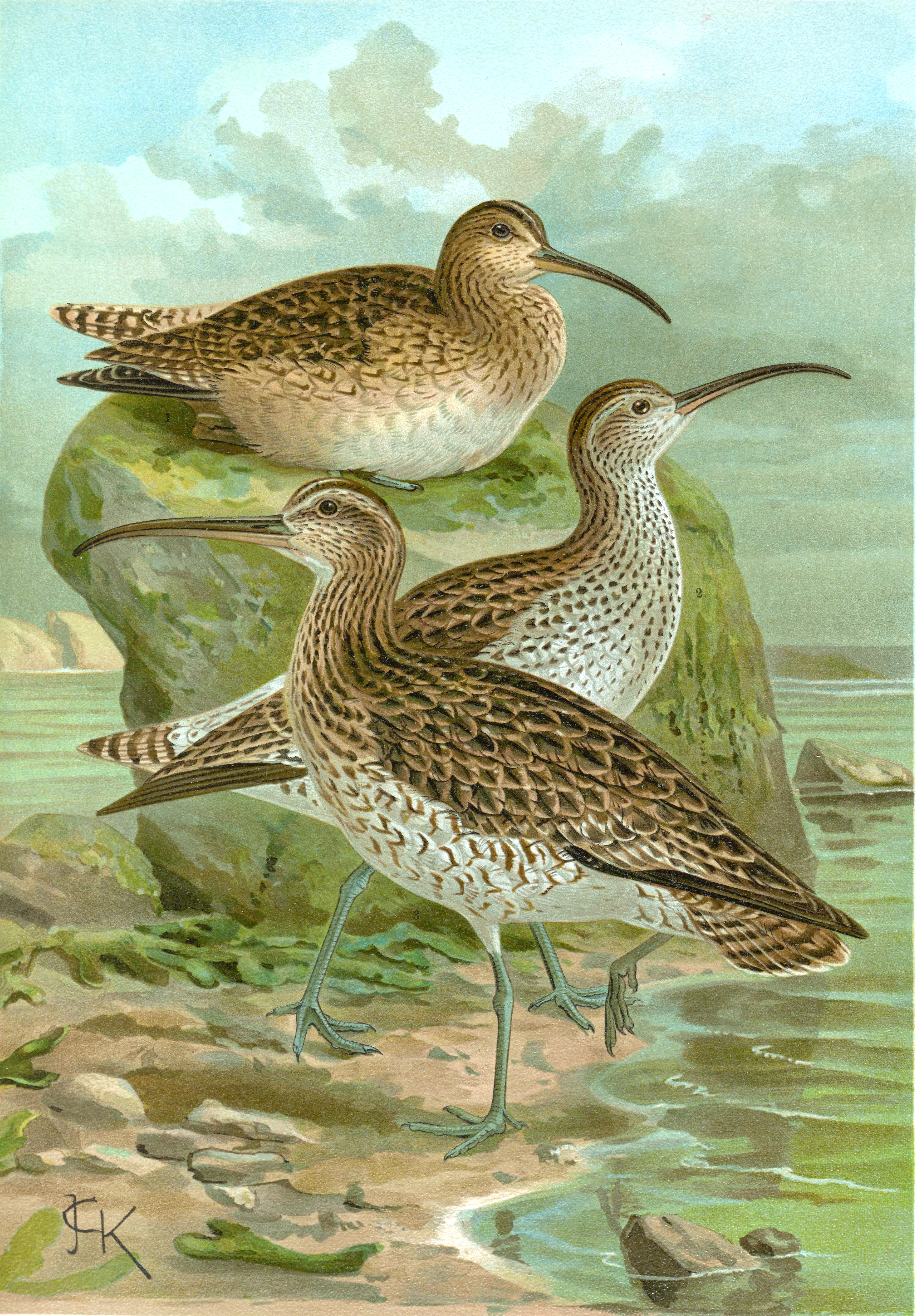
Espécimen

El zarapito de pico fino es un zarapito pequeño, de 36 a 41 cm (14 a 16 pulgadas) de largo y 77 a 88 cm (30 a 35 pulgadas) de envergadura. Por lo tanto, tenía aproximadamente el mismo tamaño que un zarapito trinador, pero su plumaje se parecía más al de este. El adulto en época de cría es principalmente de color marrón grisáceo en la parte superior, con la rabadilla y la parte inferior de la espalda blanquecinas. Las partes inferiores son blanquecinas, con abundantes vetas de color marrón oscuro. Los flancos presentaban manchas redondas o en forma de corazón. Los machos y las hembras son similares en plumaje, pero las hembras tenían el pico más largo que los machos, una adaptación en las especies de zarapitos que elimina la competencia directa por el alimento entre los sexos. El plumaje juvenil es muy similar al del adulto, pero los flancos estaban marcados con rayas marrones y las manchas en forma de corazón solo aparecieron hacia el final del primer invierno.
En comparación con el zarapito euroasiático, el zarapito de pico fino es más blanco en el pecho, la cola y la parte inferior del ala, y el pico es más corto, más delgado y ligeramente más recto en la base. Las manchas en forma de punta de flecha en los flancos del zarapito real también son diferentes de las manchas redondas o en forma de corazón de los adultos de pico fino. El diseño de la cabeza, con un capuchón oscuro y una ceja blanquecina, recordaba al del zarapito trinador, pero esa especie también tiene una franja central en la corona y un patrón general más claramente marcado; el patrón del zarapito de pico fino es difícil de distinguir en el campo.
Esta especie se mostraba más blanco que otros zarapitos; sin embargo, se ha enfatizado demasiado el color blanco en las alas inferiores como un criterio de identificación relevante junto con las marcas distintivas en los flancos de los adultos (no es útil en aves juveniles ni en aves de primer año antes de la muda postjuvenil). El documento de identificación más reciente y actualizado informa como caracteres determinantes la parte inferior uniformemente oscura de 4 a 6 primarias externas. (la punta del ala o "mano"), las patas negras (adultos) o más oscuras (juveniles y aves de primer año) y la cola blanca con menos barras oscuras.
Vocalizaciones
El llamado es un cour-lee, similar al del zarapito real, pero más agudo, más melódico y más corto. El llamado de alarma era un cu-ee rápido.

## Distribución
Los únicos registros de reproducción confirmados del zarapito de pico fino corresponden a una pequeña región de pantanos elevados al norte de Omsk, Rusia, en un período entre 1909 y 1925. El análisis isotópico sugiere que la principal zona de reproducción de la especie se encontraba en una estrecha franja de Kazajistán centrada en torno al paralelo 50 norte. Esta zona es predominantemente esteparia, con algunas zonas de estepa forestal.
En la historia reciente, migraba principalmente al Mediterráneo y al sur de Arabia, con reclamos en las zonas septentrionales del Golfo Pérsico, en Kuwait e Irak.

## Comportamiento
Se sabe poco sobre la biología reproductiva, pero en promedio los pocos nidos observados tenían cuatro huevos, además, se alimentaban usando su pico para sondear el barro blando en busca de pequeños invertebrados, pero también recogen otros objetos pequeños de la superficie si les surgía la oportunidad.

## Estado de conservación
Después de un largo período de constante declive, el zarapito de pico fino se volvió extremadamente raro a finales del siglo XX; entonces se pensaba que quedaban menos de cincuenta aves adultas; el último avistamiento verificado en Marruecos fue en 1995. El último nido bien documentado fue encontrado en 1924, cerca de la ciudad de Tara, en Óblast de Omsk, Siberia (57°N 74°E). Desde entonces, sus zonas de nidificación siguen siendo desconocidas, a pesar de varias búsquedas intensivas (lo cual no es sorprendente, con más de cien mil kilómetros cuadrados por buscar). La magnitud de su declive se refleja también en la ausencia de aves invernantes en lugares marroquíes que antes eran habituales.
Las causas del declive de la especie son inciertas, habiéndose propuesto como causas tanto la caza como la pérdida de hábitat. Hay registros de caza de esta ave incluso desde la década de 1980 en los humedales de Merja Zerga en Marruecos, una de las últimas zonas de invernada de la especie. A medida que el ave se volvió más escasa, esto puede haber exacerbado la presión sobre la caza del ave para obtener pieles. Se dice que los ejemplares eran comunes en los mercados de Italia y otras zonas del sur de Europa, y que habían sido cazados durante su migración. El hábitat de reproducción previsto para el ave en las estepas kazajas se transformó ampliamente en tierras de cultivo de trigo como parte de la campaña de las Tierras Vírgenes Soviéticas durante la década de 1950, lo que provocó la disminución de muchas especies de aves nativas de la zona, y probablemente también afectó al zarapito patinegro, aunque el declive poblacional de la especie parece haber comenzado décadas antes de la campaña agrícola. La conversión de hábitats en tierras de cultivo en la región más amplia se venía produciendo desde el siglo XIX. Los hábitats de humedales en áreas de invernada como Marruecos y Hungría también fueron transformados en tierras de cultivo desde el siglo XIX, lo que probablemente también contribuyó al declive.
Más recientemente, se registraron veinte aves en Italia en 1995, pero ahora se ha confirmado que este increíble registro corresponde a Numenius arquata orientalis, como lo muestran fotografías y grabaciones de sonido (Kirwan et al., 2015). Hubo un registro potencial de un ejemplar inmaduro (de un año) en Druridge Pools en Northumberland, Inglaterra, del 4 al 7 de mayo de 1998, para obtener más detalles, consulte Zarapito de la bahía de Druridge. El ave fue inicialmente aceptada en la Lista Británica pero fue eliminada en 2013 luego de una revisión de la identificación.
Se han reportado zarapitos de pico fino en varias localidades del Paleártico occidental en varias ocasiones desde el ave de Druridge, incluidos avistamientos supuestos, pero no verificados, de aves individuales de Italia y Grecia; ninguno ha sido documentado con fotografías concluyentes y al menos un ave reclamada, en RSPB Minsmere, Suffolk, Inglaterra, en 2004, ahora se cree ampliamente que era un zarapito euroasiático.
En 2006 un equipo formado por ornitólogos de la organización medioambiental EuroNatur informó del avistamiento de una única ave en Albania y en 2007 se publicaron más informes con fuentes sobre la especie en la revista British Birds; el artículo decía, citando a Zhmud:

Durante los últimos años, se han encontrado pequeños grupos de aves en las zonas costeras del norte (del delta del Danubio), frecuentando islas bajas, bahías y lenguas de arena cubiertas de Salicornia europaea […] del 25 de julio al 21 de agosto de 2003 se observaron cuatro aves, seis el 11 de agosto de 2004 y otra el 12 de agosto de 2004.

### Posible extinción
En 2024 se propuso en un estudio que la especie se encontraría globalmente extinta, aunque la UICN aún la considera como una especie en peligro crítico de extinción. El estudio en cuestión no consideró creíbles los avistamientos posteriores al último avistamiento confirmado en 1995 en Marruecos.